# Mrocza (gemeente)
De gemeente Mrocza is een stad- en landgemeente in het Poolse woiwodschap Koejavië-Pommeren, in powiat Nakielski.
De zetel van de gemeente is in Mrocza.
Op 30 juni 2004 telde de gemeente 9090 inwoners.

## Oppervlakte gegevens
In 2002 bedroeg de totale oppervlakte van gemeente Mrocza 150,71 km², waarvan:
- agrarisch gebied: 73%
- bossen: 15%

De gemeente beslaat 13,45% van de totale oppervlakte van de powiat.

## Demografie
Stand op 30 juni 2004:
| Omschrijving                   | Totaal | Totaal | Vrouwen | Vrouwen | Mannen | Mannen |
| ------------------------------ | ------ | ------ | ------- | ------- | ------ | ------ |
| eenheid                        | aantal | %      | aantal  | %       | aantal | %      |
| inwoners                       | 9090   | 100    | 4525    | 49,8    | 4565   | 50,2   |
| bevolkingsdichtheid (inw./km²) | 60,3   | 60,3   | 30      | 30      | 30,3   | 30,3   |

In 2002 bedroeg het gemiddelde inkomen per inwoner 1468,06 zł.

## Administratieve plaatsen (sołectwo)
Białowieża, Drążno, Drzewianowo, Izabela, Jeziorki Zabartowskie, Kaźmierzewo, Kosowo, Krukówko, Matyldzin, Ostrowo, Rościmin, Samsieczynek, Wiele, Witosław, Wyrza.

## Aangrenzende gemeenten
Łobżenica, Nakło nad Notecią, Sadki, Sicienko, Sośno, Więcbork